# Frea girardi
Frea girardi là một loài bọ cánh cứng trong họ Cerambycidae.